# Перекрытие Новотного
Перекрытие Новотного в шахматной композиции — жертва фигуры в точке пересечения линий действия двух дальнобойных разноходящих фигур соперника (ладьи и слона), создающая перекрытие этих фигур. Особенность перекрытия Новотного в шахматной задаче состоит в том, что нередко попадание жертвенной фигуры на поле пересечения создаёт одновременно 2 тематические угрозы (в двухходовке — 2 мата). В трёх- и многоходовых задачах или этюдах перекрытие Новотного может осуществляться с критическими ходами — такова одна из первых задач чешского проблемиста Антонина Новотного (1854; отсюда название).

## Примеры
|   | a | b | c | d | e | f | g | h |   |
| - | --- | --- | --- | --- | --- | --- | --- | --- | - |
| 8 | d8 белый конь · g8 чёрный слон · a7 белый король · b7 белый слон · c7 белый слон · e7 чёрный слон · h7 чёрная ладья · a6 чёрная пешка · e6 чёрная ладья · a5 чёрная пешка · b5 чёрный король · d5 белая пешка · e5 чёрная пешка · a4 белый конь · f4 чёрная пешка · a3 чёрная пешка · c3 белый ферзь · d3 чёрная пешка · g3 чёрная пешка · h3 чёрный ферзь | d8 белый конь · g8 чёрный слон · a7 белый король · b7 белый слон · c7 белый слон · e7 чёрный слон · h7 чёрная ладья · a6 чёрная пешка · e6 чёрная ладья · a5 чёрная пешка · b5 чёрный король · d5 белая пешка · e5 чёрная пешка · a4 белый конь · f4 чёрная пешка · a3 чёрная пешка · c3 белый ферзь · d3 чёрная пешка · g3 чёрная пешка · h3 чёрный ферзь | d8 белый конь · g8 чёрный слон · a7 белый король · b7 белый слон · c7 белый слон · e7 чёрный слон · h7 чёрная ладья · a6 чёрная пешка · e6 чёрная ладья · a5 чёрная пешка · b5 чёрный король · d5 белая пешка · e5 чёрная пешка · a4 белый конь · f4 чёрная пешка · a3 чёрная пешка · c3 белый ферзь · d3 чёрная пешка · g3 чёрная пешка · h3 чёрный ферзь | d8 белый конь · g8 чёрный слон · a7 белый король · b7 белый слон · c7 белый слон · e7 чёрный слон · h7 чёрная ладья · a6 чёрная пешка · e6 чёрная ладья · a5 чёрная пешка · b5 чёрный король · d5 белая пешка · e5 чёрная пешка · a4 белый конь · f4 чёрная пешка · a3 чёрная пешка · c3 белый ферзь · d3 чёрная пешка · g3 чёрная пешка · h3 чёрный ферзь | d8 белый конь · g8 чёрный слон · a7 белый король · b7 белый слон · c7 белый слон · e7 чёрный слон · h7 чёрная ладья · a6 чёрная пешка · e6 чёрная ладья · a5 чёрная пешка · b5 чёрный король · d5 белая пешка · e5 чёрная пешка · a4 белый конь · f4 чёрная пешка · a3 чёрная пешка · c3 белый ферзь · d3 чёрная пешка · g3 чёрная пешка · h3 чёрный ферзь | d8 белый конь · g8 чёрный слон · a7 белый король · b7 белый слон · c7 белый слон · e7 чёрный слон · h7 чёрная ладья · a6 чёрная пешка · e6 чёрная ладья · a5 чёрная пешка · b5 чёрный король · d5 белая пешка · e5 чёрная пешка · a4 белый конь · f4 чёрная пешка · a3 чёрная пешка · c3 белый ферзь · d3 чёрная пешка · g3 чёрная пешка · h3 чёрный ферзь | d8 белый конь · g8 чёрный слон · a7 белый король · b7 белый слон · c7 белый слон · e7 чёрный слон · h7 чёрная ладья · a6 чёрная пешка · e6 чёрная ладья · a5 чёрная пешка · b5 чёрный король · d5 белая пешка · e5 чёрная пешка · a4 белый конь · f4 чёрная пешка · a3 чёрная пешка · c3 белый ферзь · d3 чёрная пешка · g3 чёрная пешка · h3 чёрный ферзь | d8 белый конь · g8 чёрный слон · a7 белый король · b7 белый слон · c7 белый слон · e7 чёрный слон · h7 чёрная ладья · a6 чёрная пешка · e6 чёрная ладья · a5 чёрная пешка · b5 чёрный король · d5 белая пешка · e5 чёрная пешка · a4 белый конь · f4 чёрная пешка · a3 чёрная пешка · c3 белый ферзь · d3 чёрная пешка · g3 чёрная пешка · h3 чёрный ферзь | 8 |
| 7 | d8 белый конь · g8 чёрный слон · a7 белый король · b7 белый слон · c7 белый слон · e7 чёрный слон · h7 чёрная ладья · a6 чёрная пешка · e6 чёрная ладья · a5 чёрная пешка · b5 чёрный король · d5 белая пешка · e5 чёрная пешка · a4 белый конь · f4 чёрная пешка · a3 чёрная пешка · c3 белый ферзь · d3 чёрная пешка · g3 чёрная пешка · h3 чёрный ферзь | d8 белый конь · g8 чёрный слон · a7 белый король · b7 белый слон · c7 белый слон · e7 чёрный слон · h7 чёрная ладья · a6 чёрная пешка · e6 чёрная ладья · a5 чёрная пешка · b5 чёрный король · d5 белая пешка · e5 чёрная пешка · a4 белый конь · f4 чёрная пешка · a3 чёрная пешка · c3 белый ферзь · d3 чёрная пешка · g3 чёрная пешка · h3 чёрный ферзь | d8 белый конь · g8 чёрный слон · a7 белый король · b7 белый слон · c7 белый слон · e7 чёрный слон · h7 чёрная ладья · a6 чёрная пешка · e6 чёрная ладья · a5 чёрная пешка · b5 чёрный король · d5 белая пешка · e5 чёрная пешка · a4 белый конь · f4 чёрная пешка · a3 чёрная пешка · c3 белый ферзь · d3 чёрная пешка · g3 чёрная пешка · h3 чёрный ферзь | d8 белый конь · g8 чёрный слон · a7 белый король · b7 белый слон · c7 белый слон · e7 чёрный слон · h7 чёрная ладья · a6 чёрная пешка · e6 чёрная ладья · a5 чёрная пешка · b5 чёрный король · d5 белая пешка · e5 чёрная пешка · a4 белый конь · f4 чёрная пешка · a3 чёрная пешка · c3 белый ферзь · d3 чёрная пешка · g3 чёрная пешка · h3 чёрный ферзь | d8 белый конь · g8 чёрный слон · a7 белый король · b7 белый слон · c7 белый слон · e7 чёрный слон · h7 чёрная ладья · a6 чёрная пешка · e6 чёрная ладья · a5 чёрная пешка · b5 чёрный король · d5 белая пешка · e5 чёрная пешка · a4 белый конь · f4 чёрная пешка · a3 чёрная пешка · c3 белый ферзь · d3 чёрная пешка · g3 чёрная пешка · h3 чёрный ферзь | d8 белый конь · g8 чёрный слон · a7 белый король · b7 белый слон · c7 белый слон · e7 чёрный слон · h7 чёрная ладья · a6 чёрная пешка · e6 чёрная ладья · a5 чёрная пешка · b5 чёрный король · d5 белая пешка · e5 чёрная пешка · a4 белый конь · f4 чёрная пешка · a3 чёрная пешка · c3 белый ферзь · d3 чёрная пешка · g3 чёрная пешка · h3 чёрный ферзь | d8 белый конь · g8 чёрный слон · a7 белый король · b7 белый слон · c7 белый слон · e7 чёрный слон · h7 чёрная ладья · a6 чёрная пешка · e6 чёрная ладья · a5 чёрная пешка · b5 чёрный король · d5 белая пешка · e5 чёрная пешка · a4 белый конь · f4 чёрная пешка · a3 чёрная пешка · c3 белый ферзь · d3 чёрная пешка · g3 чёрная пешка · h3 чёрный ферзь | d8 белый конь · g8 чёрный слон · a7 белый король · b7 белый слон · c7 белый слон · e7 чёрный слон · h7 чёрная ладья · a6 чёрная пешка · e6 чёрная ладья · a5 чёрная пешка · b5 чёрный король · d5 белая пешка · e5 чёрная пешка · a4 белый конь · f4 чёрная пешка · a3 чёрная пешка · c3 белый ферзь · d3 чёрная пешка · g3 чёрная пешка · h3 чёрный ферзь | 7 |
| 6 | d8 белый конь · g8 чёрный слон · a7 белый король · b7 белый слон · c7 белый слон · e7 чёрный слон · h7 чёрная ладья · a6 чёрная пешка · e6 чёрная ладья · a5 чёрная пешка · b5 чёрный король · d5 белая пешка · e5 чёрная пешка · a4 белый конь · f4 чёрная пешка · a3 чёрная пешка · c3 белый ферзь · d3 чёрная пешка · g3 чёрная пешка · h3 чёрный ферзь | d8 белый конь · g8 чёрный слон · a7 белый король · b7 белый слон · c7 белый слон · e7 чёрный слон · h7 чёрная ладья · a6 чёрная пешка · e6 чёрная ладья · a5 чёрная пешка · b5 чёрный король · d5 белая пешка · e5 чёрная пешка · a4 белый конь · f4 чёрная пешка · a3 чёрная пешка · c3 белый ферзь · d3 чёрная пешка · g3 чёрная пешка · h3 чёрный ферзь | d8 белый конь · g8 чёрный слон · a7 белый король · b7 белый слон · c7 белый слон · e7 чёрный слон · h7 чёрная ладья · a6 чёрная пешка · e6 чёрная ладья · a5 чёрная пешка · b5 чёрный король · d5 белая пешка · e5 чёрная пешка · a4 белый конь · f4 чёрная пешка · a3 чёрная пешка · c3 белый ферзь · d3 чёрная пешка · g3 чёрная пешка · h3 чёрный ферзь | d8 белый конь · g8 чёрный слон · a7 белый король · b7 белый слон · c7 белый слон · e7 чёрный слон · h7 чёрная ладья · a6 чёрная пешка · e6 чёрная ладья · a5 чёрная пешка · b5 чёрный король · d5 белая пешка · e5 чёрная пешка · a4 белый конь · f4 чёрная пешка · a3 чёрная пешка · c3 белый ферзь · d3 чёрная пешка · g3 чёрная пешка · h3 чёрный ферзь | d8 белый конь · g8 чёрный слон · a7 белый король · b7 белый слон · c7 белый слон · e7 чёрный слон · h7 чёрная ладья · a6 чёрная пешка · e6 чёрная ладья · a5 чёрная пешка · b5 чёрный король · d5 белая пешка · e5 чёрная пешка · a4 белый конь · f4 чёрная пешка · a3 чёрная пешка · c3 белый ферзь · d3 чёрная пешка · g3 чёрная пешка · h3 чёрный ферзь | d8 белый конь · g8 чёрный слон · a7 белый король · b7 белый слон · c7 белый слон · e7 чёрный слон · h7 чёрная ладья · a6 чёрная пешка · e6 чёрная ладья · a5 чёрная пешка · b5 чёрный король · d5 белая пешка · e5 чёрная пешка · a4 белый конь · f4 чёрная пешка · a3 чёрная пешка · c3 белый ферзь · d3 чёрная пешка · g3 чёрная пешка · h3 чёрный ферзь | d8 белый конь · g8 чёрный слон · a7 белый король · b7 белый слон · c7 белый слон · e7 чёрный слон · h7 чёрная ладья · a6 чёрная пешка · e6 чёрная ладья · a5 чёрная пешка · b5 чёрный король · d5 белая пешка · e5 чёрная пешка · a4 белый конь · f4 чёрная пешка · a3 чёрная пешка · c3 белый ферзь · d3 чёрная пешка · g3 чёрная пешка · h3 чёрный ферзь | d8 белый конь · g8 чёрный слон · a7 белый король · b7 белый слон · c7 белый слон · e7 чёрный слон · h7 чёрная ладья · a6 чёрная пешка · e6 чёрная ладья · a5 чёрная пешка · b5 чёрный король · d5 белая пешка · e5 чёрная пешка · a4 белый конь · f4 чёрная пешка · a3 чёрная пешка · c3 белый ферзь · d3 чёрная пешка · g3 чёрная пешка · h3 чёрный ферзь | 6 |
| 5 | d8 белый конь · g8 чёрный слон · a7 белый король · b7 белый слон · c7 белый слон · e7 чёрный слон · h7 чёрная ладья · a6 чёрная пешка · e6 чёрная ладья · a5 чёрная пешка · b5 чёрный король · d5 белая пешка · e5 чёрная пешка · a4 белый конь · f4 чёрная пешка · a3 чёрная пешка · c3 белый ферзь · d3 чёрная пешка · g3 чёрная пешка · h3 чёрный ферзь | d8 белый конь · g8 чёрный слон · a7 белый король · b7 белый слон · c7 белый слон · e7 чёрный слон · h7 чёрная ладья · a6 чёрная пешка · e6 чёрная ладья · a5 чёрная пешка · b5 чёрный король · d5 белая пешка · e5 чёрная пешка · a4 белый конь · f4 чёрная пешка · a3 чёрная пешка · c3 белый ферзь · d3 чёрная пешка · g3 чёрная пешка · h3 чёрный ферзь | d8 белый конь · g8 чёрный слон · a7 белый король · b7 белый слон · c7 белый слон · e7 чёрный слон · h7 чёрная ладья · a6 чёрная пешка · e6 чёрная ладья · a5 чёрная пешка · b5 чёрный король · d5 белая пешка · e5 чёрная пешка · a4 белый конь · f4 чёрная пешка · a3 чёрная пешка · c3 белый ферзь · d3 чёрная пешка · g3 чёрная пешка · h3 чёрный ферзь | d8 белый конь · g8 чёрный слон · a7 белый король · b7 белый слон · c7 белый слон · e7 чёрный слон · h7 чёрная ладья · a6 чёрная пешка · e6 чёрная ладья · a5 чёрная пешка · b5 чёрный король · d5 белая пешка · e5 чёрная пешка · a4 белый конь · f4 чёрная пешка · a3 чёрная пешка · c3 белый ферзь · d3 чёрная пешка · g3 чёрная пешка · h3 чёрный ферзь | d8 белый конь · g8 чёрный слон · a7 белый король · b7 белый слон · c7 белый слон · e7 чёрный слон · h7 чёрная ладья · a6 чёрная пешка · e6 чёрная ладья · a5 чёрная пешка · b5 чёрный король · d5 белая пешка · e5 чёрная пешка · a4 белый конь · f4 чёрная пешка · a3 чёрная пешка · c3 белый ферзь · d3 чёрная пешка · g3 чёрная пешка · h3 чёрный ферзь | d8 белый конь · g8 чёрный слон · a7 белый король · b7 белый слон · c7 белый слон · e7 чёрный слон · h7 чёрная ладья · a6 чёрная пешка · e6 чёрная ладья · a5 чёрная пешка · b5 чёрный король · d5 белая пешка · e5 чёрная пешка · a4 белый конь · f4 чёрная пешка · a3 чёрная пешка · c3 белый ферзь · d3 чёрная пешка · g3 чёрная пешка · h3 чёрный ферзь | d8 белый конь · g8 чёрный слон · a7 белый король · b7 белый слон · c7 белый слон · e7 чёрный слон · h7 чёрная ладья · a6 чёрная пешка · e6 чёрная ладья · a5 чёрная пешка · b5 чёрный король · d5 белая пешка · e5 чёрная пешка · a4 белый конь · f4 чёрная пешка · a3 чёрная пешка · c3 белый ферзь · d3 чёрная пешка · g3 чёрная пешка · h3 чёрный ферзь | d8 белый конь · g8 чёрный слон · a7 белый король · b7 белый слон · c7 белый слон · e7 чёрный слон · h7 чёрная ладья · a6 чёрная пешка · e6 чёрная ладья · a5 чёрная пешка · b5 чёрный король · d5 белая пешка · e5 чёрная пешка · a4 белый конь · f4 чёрная пешка · a3 чёрная пешка · c3 белый ферзь · d3 чёрная пешка · g3 чёрная пешка · h3 чёрный ферзь | 5 |
| 4 | d8 белый конь · g8 чёрный слон · a7 белый король · b7 белый слон · c7 белый слон · e7 чёрный слон · h7 чёрная ладья · a6 чёрная пешка · e6 чёрная ладья · a5 чёрная пешка · b5 чёрный король · d5 белая пешка · e5 чёрная пешка · a4 белый конь · f4 чёрная пешка · a3 чёрная пешка · c3 белый ферзь · d3 чёрная пешка · g3 чёрная пешка · h3 чёрный ферзь | d8 белый конь · g8 чёрный слон · a7 белый король · b7 белый слон · c7 белый слон · e7 чёрный слон · h7 чёрная ладья · a6 чёрная пешка · e6 чёрная ладья · a5 чёрная пешка · b5 чёрный король · d5 белая пешка · e5 чёрная пешка · a4 белый конь · f4 чёрная пешка · a3 чёрная пешка · c3 белый ферзь · d3 чёрная пешка · g3 чёрная пешка · h3 чёрный ферзь | d8 белый конь · g8 чёрный слон · a7 белый король · b7 белый слон · c7 белый слон · e7 чёрный слон · h7 чёрная ладья · a6 чёрная пешка · e6 чёрная ладья · a5 чёрная пешка · b5 чёрный король · d5 белая пешка · e5 чёрная пешка · a4 белый конь · f4 чёрная пешка · a3 чёрная пешка · c3 белый ферзь · d3 чёрная пешка · g3 чёрная пешка · h3 чёрный ферзь | d8 белый конь · g8 чёрный слон · a7 белый король · b7 белый слон · c7 белый слон · e7 чёрный слон · h7 чёрная ладья · a6 чёрная пешка · e6 чёрная ладья · a5 чёрная пешка · b5 чёрный король · d5 белая пешка · e5 чёрная пешка · a4 белый конь · f4 чёрная пешка · a3 чёрная пешка · c3 белый ферзь · d3 чёрная пешка · g3 чёрная пешка · h3 чёрный ферзь | d8 белый конь · g8 чёрный слон · a7 белый король · b7 белый слон · c7 белый слон · e7 чёрный слон · h7 чёрная ладья · a6 чёрная пешка · e6 чёрная ладья · a5 чёрная пешка · b5 чёрный король · d5 белая пешка · e5 чёрная пешка · a4 белый конь · f4 чёрная пешка · a3 чёрная пешка · c3 белый ферзь · d3 чёрная пешка · g3 чёрная пешка · h3 чёрный ферзь | d8 белый конь · g8 чёрный слон · a7 белый король · b7 белый слон · c7 белый слон · e7 чёрный слон · h7 чёрная ладья · a6 чёрная пешка · e6 чёрная ладья · a5 чёрная пешка · b5 чёрный король · d5 белая пешка · e5 чёрная пешка · a4 белый конь · f4 чёрная пешка · a3 чёрная пешка · c3 белый ферзь · d3 чёрная пешка · g3 чёрная пешка · h3 чёрный ферзь | d8 белый конь · g8 чёрный слон · a7 белый король · b7 белый слон · c7 белый слон · e7 чёрный слон · h7 чёрная ладья · a6 чёрная пешка · e6 чёрная ладья · a5 чёрная пешка · b5 чёрный король · d5 белая пешка · e5 чёрная пешка · a4 белый конь · f4 чёрная пешка · a3 чёрная пешка · c3 белый ферзь · d3 чёрная пешка · g3 чёрная пешка · h3 чёрный ферзь | d8 белый конь · g8 чёрный слон · a7 белый король · b7 белый слон · c7 белый слон · e7 чёрный слон · h7 чёрная ладья · a6 чёрная пешка · e6 чёрная ладья · a5 чёрная пешка · b5 чёрный король · d5 белая пешка · e5 чёрная пешка · a4 белый конь · f4 чёрная пешка · a3 чёрная пешка · c3 белый ферзь · d3 чёрная пешка · g3 чёрная пешка · h3 чёрный ферзь | 4 |
| 3 | d8 белый конь · g8 чёрный слон · a7 белый король · b7 белый слон · c7 белый слон · e7 чёрный слон · h7 чёрная ладья · a6 чёрная пешка · e6 чёрная ладья · a5 чёрная пешка · b5 чёрный король · d5 белая пешка · e5 чёрная пешка · a4 белый конь · f4 чёрная пешка · a3 чёрная пешка · c3 белый ферзь · d3 чёрная пешка · g3 чёрная пешка · h3 чёрный ферзь | d8 белый конь · g8 чёрный слон · a7 белый король · b7 белый слон · c7 белый слон · e7 чёрный слон · h7 чёрная ладья · a6 чёрная пешка · e6 чёрная ладья · a5 чёрная пешка · b5 чёрный король · d5 белая пешка · e5 чёрная пешка · a4 белый конь · f4 чёрная пешка · a3 чёрная пешка · c3 белый ферзь · d3 чёрная пешка · g3 чёрная пешка · h3 чёрный ферзь | d8 белый конь · g8 чёрный слон · a7 белый король · b7 белый слон · c7 белый слон · e7 чёрный слон · h7 чёрная ладья · a6 чёрная пешка · e6 чёрная ладья · a5 чёрная пешка · b5 чёрный король · d5 белая пешка · e5 чёрная пешка · a4 белый конь · f4 чёрная пешка · a3 чёрная пешка · c3 белый ферзь · d3 чёрная пешка · g3 чёрная пешка · h3 чёрный ферзь | d8 белый конь · g8 чёрный слон · a7 белый король · b7 белый слон · c7 белый слон · e7 чёрный слон · h7 чёрная ладья · a6 чёрная пешка · e6 чёрная ладья · a5 чёрная пешка · b5 чёрный король · d5 белая пешка · e5 чёрная пешка · a4 белый конь · f4 чёрная пешка · a3 чёрная пешка · c3 белый ферзь · d3 чёрная пешка · g3 чёрная пешка · h3 чёрный ферзь | d8 белый конь · g8 чёрный слон · a7 белый король · b7 белый слон · c7 белый слон · e7 чёрный слон · h7 чёрная ладья · a6 чёрная пешка · e6 чёрная ладья · a5 чёрная пешка · b5 чёрный король · d5 белая пешка · e5 чёрная пешка · a4 белый конь · f4 чёрная пешка · a3 чёрная пешка · c3 белый ферзь · d3 чёрная пешка · g3 чёрная пешка · h3 чёрный ферзь | d8 белый конь · g8 чёрный слон · a7 белый король · b7 белый слон · c7 белый слон · e7 чёрный слон · h7 чёрная ладья · a6 чёрная пешка · e6 чёрная ладья · a5 чёрная пешка · b5 чёрный король · d5 белая пешка · e5 чёрная пешка · a4 белый конь · f4 чёрная пешка · a3 чёрная пешка · c3 белый ферзь · d3 чёрная пешка · g3 чёрная пешка · h3 чёрный ферзь | d8 белый конь · g8 чёрный слон · a7 белый король · b7 белый слон · c7 белый слон · e7 чёрный слон · h7 чёрная ладья · a6 чёрная пешка · e6 чёрная ладья · a5 чёрная пешка · b5 чёрный король · d5 белая пешка · e5 чёрная пешка · a4 белый конь · f4 чёрная пешка · a3 чёрная пешка · c3 белый ферзь · d3 чёрная пешка · g3 чёрная пешка · h3 чёрный ферзь | d8 белый конь · g8 чёрный слон · a7 белый король · b7 белый слон · c7 белый слон · e7 чёрный слон · h7 чёрная ладья · a6 чёрная пешка · e6 чёрная ладья · a5 чёрная пешка · b5 чёрный король · d5 белая пешка · e5 чёрная пешка · a4 белый конь · f4 чёрная пешка · a3 чёрная пешка · c3 белый ферзь · d3 чёрная пешка · g3 чёрная пешка · h3 чёрный ферзь | 3 |
| 2 | d8 белый конь · g8 чёрный слон · a7 белый король · b7 белый слон · c7 белый слон · e7 чёрный слон · h7 чёрная ладья · a6 чёрная пешка · e6 чёрная ладья · a5 чёрная пешка · b5 чёрный король · d5 белая пешка · e5 чёрная пешка · a4 белый конь · f4 чёрная пешка · a3 чёрная пешка · c3 белый ферзь · d3 чёрная пешка · g3 чёрная пешка · h3 чёрный ферзь | d8 белый конь · g8 чёрный слон · a7 белый король · b7 белый слон · c7 белый слон · e7 чёрный слон · h7 чёрная ладья · a6 чёрная пешка · e6 чёрная ладья · a5 чёрная пешка · b5 чёрный король · d5 белая пешка · e5 чёрная пешка · a4 белый конь · f4 чёрная пешка · a3 чёрная пешка · c3 белый ферзь · d3 чёрная пешка · g3 чёрная пешка · h3 чёрный ферзь | d8 белый конь · g8 чёрный слон · a7 белый король · b7 белый слон · c7 белый слон · e7 чёрный слон · h7 чёрная ладья · a6 чёрная пешка · e6 чёрная ладья · a5 чёрная пешка · b5 чёрный король · d5 белая пешка · e5 чёрная пешка · a4 белый конь · f4 чёрная пешка · a3 чёрная пешка · c3 белый ферзь · d3 чёрная пешка · g3 чёрная пешка · h3 чёрный ферзь | d8 белый конь · g8 чёрный слон · a7 белый король · b7 белый слон · c7 белый слон · e7 чёрный слон · h7 чёрная ладья · a6 чёрная пешка · e6 чёрная ладья · a5 чёрная пешка · b5 чёрный король · d5 белая пешка · e5 чёрная пешка · a4 белый конь · f4 чёрная пешка · a3 чёрная пешка · c3 белый ферзь · d3 чёрная пешка · g3 чёрная пешка · h3 чёрный ферзь | d8 белый конь · g8 чёрный слон · a7 белый король · b7 белый слон · c7 белый слон · e7 чёрный слон · h7 чёрная ладья · a6 чёрная пешка · e6 чёрная ладья · a5 чёрная пешка · b5 чёрный король · d5 белая пешка · e5 чёрная пешка · a4 белый конь · f4 чёрная пешка · a3 чёрная пешка · c3 белый ферзь · d3 чёрная пешка · g3 чёрная пешка · h3 чёрный ферзь | d8 белый конь · g8 чёрный слон · a7 белый король · b7 белый слон · c7 белый слон · e7 чёрный слон · h7 чёрная ладья · a6 чёрная пешка · e6 чёрная ладья · a5 чёрная пешка · b5 чёрный король · d5 белая пешка · e5 чёрная пешка · a4 белый конь · f4 чёрная пешка · a3 чёрная пешка · c3 белый ферзь · d3 чёрная пешка · g3 чёрная пешка · h3 чёрный ферзь | d8 белый конь · g8 чёрный слон · a7 белый король · b7 белый слон · c7 белый слон · e7 чёрный слон · h7 чёрная ладья · a6 чёрная пешка · e6 чёрная ладья · a5 чёрная пешка · b5 чёрный король · d5 белая пешка · e5 чёрная пешка · a4 белый конь · f4 чёрная пешка · a3 чёрная пешка · c3 белый ферзь · d3 чёрная пешка · g3 чёрная пешка · h3 чёрный ферзь | d8 белый конь · g8 чёрный слон · a7 белый король · b7 белый слон · c7 белый слон · e7 чёрный слон · h7 чёрная ладья · a6 чёрная пешка · e6 чёрная ладья · a5 чёрная пешка · b5 чёрный король · d5 белая пешка · e5 чёрная пешка · a4 белый конь · f4 чёрная пешка · a3 чёрная пешка · c3 белый ферзь · d3 чёрная пешка · g3 чёрная пешка · h3 чёрный ферзь | 2 |
| 1 | d8 белый конь · g8 чёрный слон · a7 белый король · b7 белый слон · c7 белый слон · e7 чёрный слон · h7 чёрная ладья · a6 чёрная пешка · e6 чёрная ладья · a5 чёрная пешка · b5 чёрный король · d5 белая пешка · e5 чёрная пешка · a4 белый конь · f4 чёрная пешка · a3 чёрная пешка · c3 белый ферзь · d3 чёрная пешка · g3 чёрная пешка · h3 чёрный ферзь | d8 белый конь · g8 чёрный слон · a7 белый король · b7 белый слон · c7 белый слон · e7 чёрный слон · h7 чёрная ладья · a6 чёрная пешка · e6 чёрная ладья · a5 чёрная пешка · b5 чёрный король · d5 белая пешка · e5 чёрная пешка · a4 белый конь · f4 чёрная пешка · a3 чёрная пешка · c3 белый ферзь · d3 чёрная пешка · g3 чёрная пешка · h3 чёрный ферзь | d8 белый конь · g8 чёрный слон · a7 белый король · b7 белый слон · c7 белый слон · e7 чёрный слон · h7 чёрная ладья · a6 чёрная пешка · e6 чёрная ладья · a5 чёрная пешка · b5 чёрный король · d5 белая пешка · e5 чёрная пешка · a4 белый конь · f4 чёрная пешка · a3 чёрная пешка · c3 белый ферзь · d3 чёрная пешка · g3 чёрная пешка · h3 чёрный ферзь | d8 белый конь · g8 чёрный слон · a7 белый король · b7 белый слон · c7 белый слон · e7 чёрный слон · h7 чёрная ладья · a6 чёрная пешка · e6 чёрная ладья · a5 чёрная пешка · b5 чёрный король · d5 белая пешка · e5 чёрная пешка · a4 белый конь · f4 чёрная пешка · a3 чёрная пешка · c3 белый ферзь · d3 чёрная пешка · g3 чёрная пешка · h3 чёрный ферзь | d8 белый конь · g8 чёрный слон · a7 белый король · b7 белый слон · c7 белый слон · e7 чёрный слон · h7 чёрная ладья · a6 чёрная пешка · e6 чёрная ладья · a5 чёрная пешка · b5 чёрный король · d5 белая пешка · e5 чёрная пешка · a4 белый конь · f4 чёрная пешка · a3 чёрная пешка · c3 белый ферзь · d3 чёрная пешка · g3 чёрная пешка · h3 чёрный ферзь | d8 белый конь · g8 чёрный слон · a7 белый король · b7 белый слон · c7 белый слон · e7 чёрный слон · h7 чёрная ладья · a6 чёрная пешка · e6 чёрная ладья · a5 чёрная пешка · b5 чёрный король · d5 белая пешка · e5 чёрная пешка · a4 белый конь · f4 чёрная пешка · a3 чёрная пешка · c3 белый ферзь · d3 чёрная пешка · g3 чёрная пешка · h3 чёрный ферзь | d8 белый конь · g8 чёрный слон · a7 белый король · b7 белый слон · c7 белый слон · e7 чёрный слон · h7 чёрная ладья · a6 чёрная пешка · e6 чёрная ладья · a5 чёрная пешка · b5 чёрный король · d5 белая пешка · e5 чёрная пешка · a4 белый конь · f4 чёрная пешка · a3 чёрная пешка · c3 белый ферзь · d3 чёрная пешка · g3 чёрная пешка · h3 чёрный ферзь | d8 белый конь · g8 чёрный слон · a7 белый король · b7 белый слон · c7 белый слон · e7 чёрный слон · h7 чёрная ладья · a6 чёрная пешка · e6 чёрная ладья · a5 чёрная пешка · b5 чёрный король · d5 белая пешка · e5 чёрная пешка · a4 белый конь · f4 чёрная пешка · a3 чёрная пешка · c3 белый ферзь · d3 чёрная пешка · g3 чёрная пешка · h3 чёрный ферзь | 1 |
|   | a | b | c | d | e | f | g | h |   |

Попытки перекрыть чёрные фигуры 1.d6? или 1.Cd6? с тематическими угрозами 2.Фb3# и Сс6# опровергаются подключением в засаде чёрного слона 1…Л:d6!, или соответственно связкой белого слона 1…С:d6!
Поэтому белые вызывают сначала перекрытие Новотного на поле f7 — 1.Kf7! Угрозы — также перекрытия Новотного 2.Kd6+, d6, Cd6. Если теперь 1…Л:f7, то 2.d6!, а на 1…С:f7 последует 2.Cd6!

## Разновидности
Перекрытие Новотного имеет много разновидностей: Совершенный Новотный, Азербайджанский Новотный, Английский Новотный, Латышский Новотный, Московский Новотный, Немецкий Новотный, Румынский Новотный, Финский Новотный и т.д.
Перекрытие Новотного может возникнуть и вследствие жертвы чёрной фигуры, перекрывающей линии действия белых ладьи и слона. Такой приём называется «белым перекрытием Новотного».